# Olešná (district de Havlíčkův Brod)
Pour les articles homonymes, voir Olešná.
Olešná (en allemand : Woleschna) est une commune du district de Havlíčkův Brod, dans la région de Vysočina, en République tchèque. Sa population s'élevait à 375 habitants en 2020.

## Géographie
Olešná se trouve à 9 km au nord-nord-ouest de Havlíčkův Brod, à 32 km au nord de Jihlava et à 91 km au sud-est de Prague.
La commune est limitée par Sedletín au nord, par Horní Krupá à l'est, par Havlíčkův Brod et Radostín au sud, par Lučice au sud-ouest et par Skuhrov à l'ouest.

## Histoire
La première mention écrite du village date de 1591.